# Tobiášův vrch (rozhledna)
Rozhledna Tobiášův vrch se nachází v nadmořské výšce 484 m severozápadně od stejnojmenné kóty, asi 4 km severovýchodně obce Jesenice, v katastrálním území obce Bukov u Hořoviček. Tobiášův vrch, kóta 507 m náleží Rakovnické pahorkatině.

## Historie rozhledny
Stožár byl vystavěn v letech 1997–1999, slavnostní otevření rozhledny proběhlo 1. července 1999. Jedná se o společný vysílač pro mobilní operátory O2 Czech Republic (vlastník sítě je společnost CETIN) a T-Mobile. Dále je zde instalován VKV vysílač rozhlasové stanice Radio Beat na frekvenci 105,7 MHz o výkonu 0,1 kW ERP. Bývalému provozovateli rozhledny, muzeu T. G. Masaryka v Rakovníku však se nedostávalo finančních prostředků a proto byla v roce 2007 rozhledna uzavřena. Ujal se jí však Klub přátel rozhleden a od 22. května 2010 byla rozhledna znovu zpřístupněna veřejnosti. Jde o kovový příhradový stožár o celkové výšce 48 metrů s jediným vyhlídkovým ochozem ve výšce 25 metrů, na který vede po vnitřním vřetenovém schodišti 137 schodů. Na ochozu jsou umístěny informační tabule k výhledu.

## Přístup
Nejlépe autem po silnici I/6 (E48), na tzv. Jesenické křižovatce odbočit na silnici I/27 směrem na Jesenici. Asi po 1,5 km lze zaparkovat u silnice a pokračovat cca 500 m pěšky po lesní cestě (modrá  turistické značka). Nejbližší železniční stanice je Jesenice. Rozhledna je přístupná od 22. 5. – 25. 9. pouze v sobotu od 11–16 hodin, během prázdnin od 11–17 hodin.

## Výhled
Od severozápadu Doupovské hory, za nimi vrch Fichtelberg v Německu, sousední Klínovec a Krušné hory, Schillerova  rozhledna u Kryr, Milešovka a České středohoří, plošina Džbán, na jihovýchodě hrad Petrohrad.